# Одиннадцать фризских городов
Одиннадцать фризских городов — одиннадцать населённых пунктов в провинции Фрисландия, со времён Средневековья имеющих статус города:
- Леуварден
- Снек
- Эйлст
- Слотен
- Ставерен
- Хинделопен
- Воркюм
- Болсвард
- Харлинген
- Франекер
- Доккюм

В начале 2005 года было заявлено, что Берликюм в XIV веке был городом. Аппингедам (провинция Гронинген) получил городские права в 1327 году и относился к Фрисландии. Но тем не менее традиционными считаются лишь одиннадцать фризских городов. Одиннадцать городов вместе сформировали одну из четвертей Фрисландии (1579-1795).
Одиннадцать фризских городов не самые большие одиннадцать во Фрисландии. Леуварден на сегодняшний день является самым крупным городом во Фрисландии, но Драхтен идёт на втором месте с почти 45 000 жителей, Снек на третьем месте и Херенвен на четвертом месте с 30 000 жителей.